# Sir William Parker Strait
Die Sir William Parker Strait ist eine Meeresenge in der Provinz Nunavut in Kanada.

## Geographie
Die Sir-William-Parker-Strait befindet sich im Norden von Kanada, rund 3700 km nordwestlich der Hauptstadt Ottawa. Sie liegt in der Bathurst-Gruppe der Parry-Inseln innerhalb der Königin-Elisabeth-Inseln (Teil des kanadisch-arktischen Archipels) und trennt die nördlich gelegene Insel Helena Island von der Hauptinsel Bathurst Island. Sie ist 32 Kilometer lang, 7 Kilometer breit und steht an beiden Enden mit dem von Bathurst, Helena, Cameron, Lougheed, King Christian, Ellef Ringnes, Amund Ringnes, Cornwall und Devon Island umgebenen Meeresteil in Verbindung.

## Bevölkerungsdichte
Das Gebiet um die Sir-William-Parker-Straße ist mit weniger als zwei Einwohnern pro Quadratkilometer fast unbewohnt. 

## Belege
1. ↑  Place names - Sir William Parker Strait (nrcan.gc.ca)
2. ↑  Helena Island und Sir William Parker Strait - Unionpedia. Abgerufen am 3. Juni 2023.